# Цезаропапизм

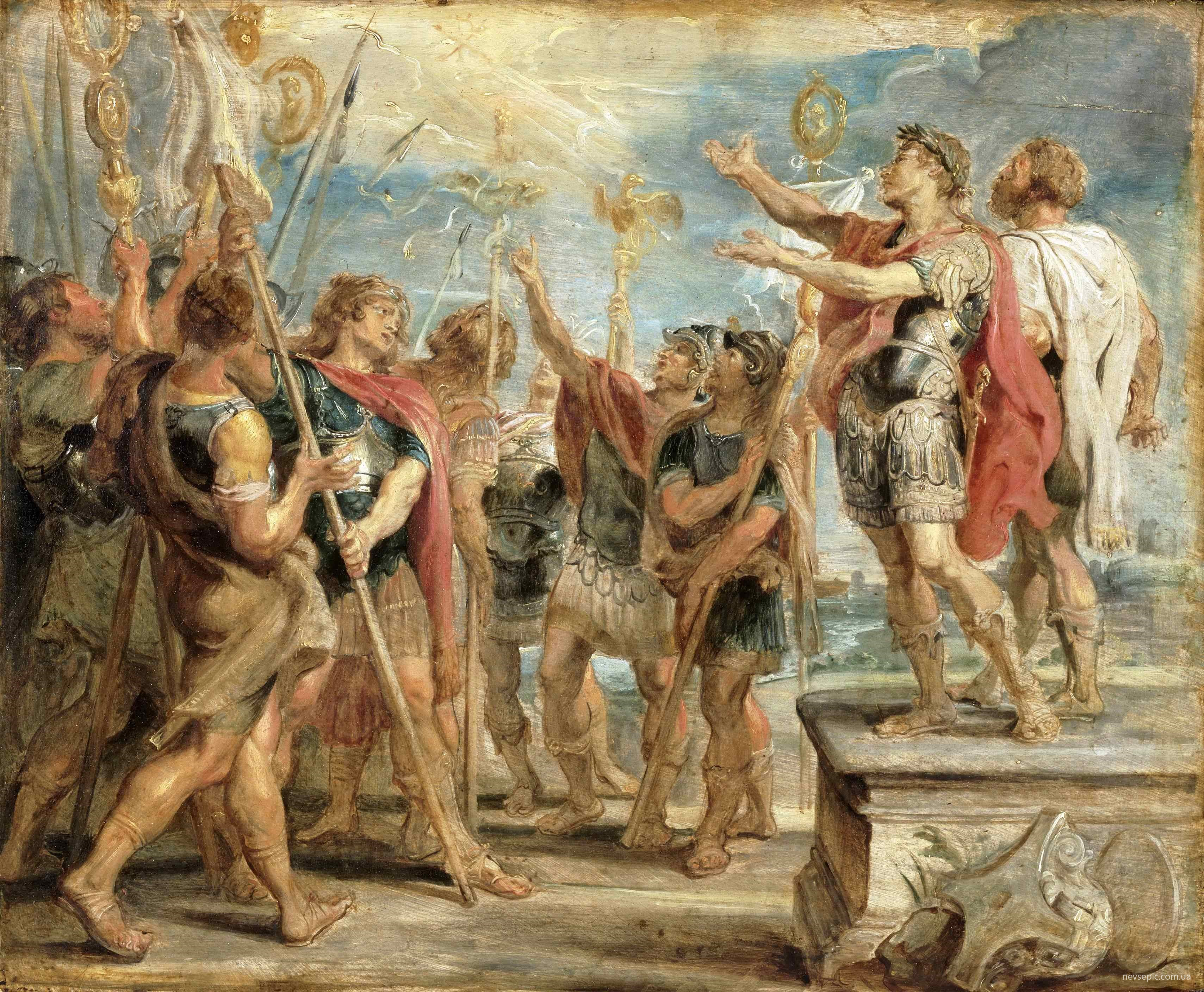
Рубенс П. «Явление Константину монограммы Христа», 1622 г.

Цезаропапи́зм, также цезарепапи́зм  (от лат. caesar — «цезарь» и лат. papa — «папа») — термин, введённый латинской, романогерманской, западноевропейской, римокатолической историографией XIX века для обозначения таких отношений между императорской властью и церковью в Христианской империи, в которых глава государства (император) считался главой Церкви, также политическая система. Фактически это отражало не столько реалии Византии той, древней эпохи, сколько точку зрения историков XIX века на эти реалии.
Согласно этой точке зрения цезарепапизм впервые проявляет себя в Христианской, Римской и Византийской империи при императоре Юстиниане I. 
Также ряд современных светских религиоведов и протестантов считают, что цезарепапизм начал появляться уже при первом христианском императоре Константине I и его династии, и затем при Феодосии Великом (347–395 годы) и получил только формальное закрепление в Кодексе Юстиниана.

## История термина
Термин цезаропапизм (как и антагонистический термин папоцезаризм, обозначающий право главы Церкви на верховную светскую власть) прослеживается с середины XVIII в., когда он стал употребляться в критике со стороны протестантских богословов в отношении предшествовавших им конфессий, в которых важную роль играла иерархия и уважительное отношение к действующей, светской власти — древнего христианства, названного позднее восточным, православным, греческим и русским христианством и более позднего, папского христианства, римокатоличества.
В реформированном христианстве была принята концепция разделения светских и духовных властей, вплоть до полной их несовместимости. С точки зрения этой концепции любые отношения государственной власти с церковной считались неоправданными и были названы цезаропапизмом. В течение XIX в. этот термин в основном применялся в отношении древней Византии и византийских традиций и приобрел уничижительный оттенок.
Сама же, древняя христианская, восточная, византийская традиция опираясь на отцов Церкви наоборот признаёт идеалом соединение (неслиянное) и соработничество государственной и церковной власти («симфонию властей»), хотя и не отрицает злоупотреблений этим принципом в истории (Поддержка евсевианства Константином Великим и его династией, монофелитские, иконоборческие и униатские императоры Византии, провозглашение императора главой церкви в Российской империи). Эти злоупотребления вполне могут классифицироваться как цезарепапизм фактически им и являясь, хотя формально аппелируя к древнему, восточному, византийскому, греческому и русскому пониманию христианства.

## Исторические примеры цезаропапизма
Подобные отношения повсеместно возникли вследствие Реформации как в протестантских странах в составе Священной Римской империи, так и в государствах не входящих в империю (Англии, Франция), когда государи стали рассматривать свою власть по аналогии с властью высших епископов Церкви, нарушая этим принцип соборности (summus episcopus).
Историки также усматривают цезаропапизм и в отношениях, установившихся в Российской империи по упразднении патриаршего управления между монархом и Православной Российской Церковью в так называемый Синодальный период в 1700–1917 годы, что и не удивительно учитывая влияние государств и стран Дальнего Запада (Западной Европы) и Священной Римской империи на страны, государство и общество Российской империи того времени. Главным идеологом цезаропапизма  был Феофан Прокопович, он считал, что император является понтификом, то есть епископом над всеми епископами и главой не только над мирским чином, но и над духовенством. Для обоснования этого Феофан написал книгу «Розыск историческии, коих ради вин, и в яковом разуме были и нарицалися императоры римстии, как язычестии, так и християнстии, понтифексами или архиереами многобожнаго закона; а в законе христианстем, христианстии государи, могут ли нарещися епископи и архиереи, и в каком разуме» (1721), в которой теоретически обосновал цезаропапизм. Идеология цезаропапизма Феофана  (император является не только главой государства, но и главой поместной церкви) стала официальной идеологией Православной Российской Церкви в так называемый Синодальный период в 1700–1917 годы. В «Присяге для членов Святейшего Синода», которая написана Феофаном, и которую принимали все его члены, давая перед Богом торжественную клятву, это было чётко написано: «Я, нижеименованный, обещаю и клянусь Всемогущим Богом, пред святым Его Евангелием ... Исповедую же с клятвою крайнего Судию Духовного Синода, Самого Всероссийского Монарха, Государя нашего Всемилостивейшего.».
В Соединённом Королевстве, хотя видимым руководителем Поместной Церкви считается архиепископ Кентерберийский, «Верховный правитель» Церкви Англии согласно английскому законодательству — сам глава государства (король или королева); похожая система была принята во многих протестантских монархиях Европы.